# 姚恂
姚恂（?—?），西汉末年、新朝时官员。
汉哀帝时，姚恂任尚书令。哀帝驾崩後，姚恂秉承王莽意旨，与孔永等建策迎立中山王刘箕子为汉平帝，因功赐爵为关内侯。王莽取代汉朝后，始建国元年（9年），封为初睦侯。次年，姚恂担任宁始将军。始建国三年（11年），姚恂被免职，王莽以孔永为宁始将军。